# Simungguk
Simungguk est une ile d'Indonésie située dans l'océan Indien, qui n'a été inventoriée qu'en 2006 par les autorités indonésiennes. Elle est appelée ainsi par les pêcheurs locaux qui y jettent de temps en temps l'ancre.
Administrativement, l'ile fait partie de la province de Bengkulu.